# Sidekick 4G

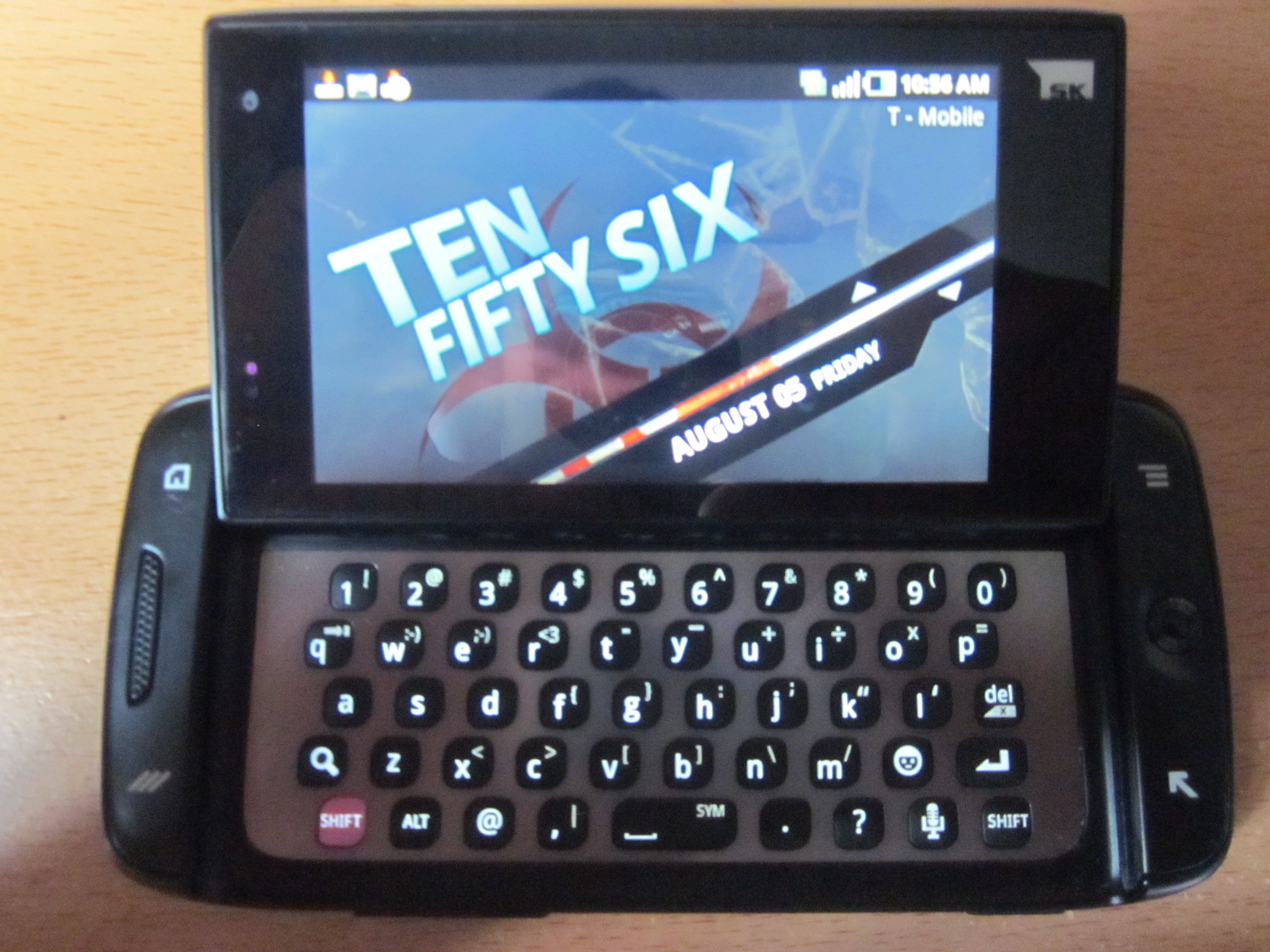
Sidekick 4G

T-Mobile Sidekick 4G je oblíbený smartphone vyvíjený společností Samsung ve spolupráci s mobilním operátorem T-Mobile. Jako první ze všech sidekicků tento běží na OS Android, verze 2.2.

## Historie
Všechny dřívější modely (Danger Hipotop, Sidekick 2, Sidekick LX) byly vyvíjené společnostmi Danger a Sharp. Na rozdíl od poslední verze všechny pracovaly na operačním systému DangerOS, který byl vytvořen na Java platformě. Tento smartphone byl jedinečný především díky své konstrukci, kde se qwerty klávesnice nacházela pod displejem, který se otáčel o 180°, aby ji odkryl nebo pouze vysunul směrem nahoru. Společnost Danger přestala vyvíjet další řady po skandálu se ztrátou uživatelských dat z přístrojů LX 2009, resp. jejich cloud systému. Telefon byl především určen pro trh USA se zaměřením na teenagery. Samotný Sidekick 4G byl na trh uveden na jaře roku 2011.

### T-Mobile Sidekick LX 2009 (Danger/Sharp)
Tato verze byla uvedena do prodeje v 15. května 2009 jako poslední verze vyvinutá společnostmi Danger a Sharp. Na rozdíl od předchozí verze již plně podporoval 3G sítě a HSDPA přenos. Přinesl také změny v hardwaru, zahrnující nový F-WVGA displej s úhlopříčkou 3,2 palce a rozlišením 854x480 pixelů a 3,5 MP kamerou s autofocusem a LED bleskem. Změny se však více týkaly především softwaru. Sociální sítě měly nativní podporu v samostatném systému, včetně YouTube a ostatních služeb.
Stejně tak Sidekick nabízel plnou synchronizaci s Microsoft Outlook a Microsoft Exchange. Byla přidána i služba Live Search, včetně nově integrované GPS funkce.

## Software
Nově je poslední verze dodávána s operačním systémem Android 2.2 (Froyo). To především zapříčinil vývoj trhu se smartphony, stejně tak jako únik dat na přístrojích LX 2009, běžících na DangerOS. Je zde ale přepracované uživatelské rozhraní s názvem Kick UX, které je zcela odlišné od jakéhokoli Android rozhraní. Samotný operační systém podporuje vše, co jakýkoli jiný Android - market s aplikacemi, Google služby, podpora Flash.

## Hardware
Srdcem zařízení je procesor Cortex-A8 pracující na frekvenci 1 GHz. O grafickou akceleraci se stará jádro PowerVR SGX540. Velikost interní paměti ROM je 1 GB, paměť RAM disponuje 512 MB. Paměť na data (základ přibližně 350MB) je pak rozšiřitelná pomocí SD paměťových karet, a to až na 32 GB.

## Displej a konstrukce
Pod vysouvacím dotykovým displejem (3,5 palce s rozlišením 480 x 800 pixelů) s podporou gest, který zobrazí 16,7 milionu barev, se ukrývá QWERTY klávesnice. Na přední straně rovněž nalezneme 4 ovládací tlačítka - home, jump, menu, back. Pro snadnější navigaci slouží optický trackpad. Na boku zařízení se pak nachází ovládání hlasitosti a vstup pro 3,5 mm jack, resp. ovládání fotoaparátu na boku druhém.

## Fotoaparát
Telefon je vybaven dvěma kamerami. Přední 1,3 MP VGA pro videohovory a zadní 3,2 MP pro fotografie. Ta podporuje autofocus a geo-tagging. Zadní kameře však chybí LED pro přisvícení ve tmě. Video nahrává v rozlišení 720x480 pixelů.

## Datový přenos
Sidekick podporuje veškeré dnešní standardy pro přenos dat. Samozřejmostí je podpora GSM (850 / 900 / 1800 / 1900), GPRS, EDGE, HSDPA 1700 / 2100 (rychlost 7.2 Mb/s) a HSUP s rychlostí až 5.76 Mb/s. Samozřejmostí je podpora Wi-Fi 802.11 b/g/n a DLNA. Ze zařízení je také možné vytvořit Wi-Fi hotspot. O přímý přenos dat mezi zařízeními se stará Bluetooth 3.0. Pro připojení k PC slouží micro-USB konektor.

## Napájení
Napájení obstarává Li-Ion baterie o kapacitě 1500 mAh. Udávaná výdrž je ve stand-by módu 450 hodin, doba telefonního hovoru 6,5 hodiny.